# Játsszunk a Szezám utcában!
A Játsszunk a Szezám utcában! (Play with Me Sesame) amerikai bábsorozat, a népszerű Szezám utca spin-off sorozata. A műsorban az alapsorozatból jól ismert szereplők: Elmo, Grover, Bert, Ernie és a többiek szerepelnek. Ez a produkció azonban sokkal inkább egy szkeccsműsor, mert minden karakternek van egy 5-10 perces jelenete. Visszatérő jelenet például az "Ernie mondja" szegmens. Minden epizód végén elénekelnek egy dalt. A sorozat 3 évadot élt meg 104 epizóddal. 24 perces egy epizód. Magyar bemutató ismeretlen, itthon a Minimax vetítette. Amerikában a Nick Jr. csatorna elődje, a Noggin tűzte műsorára. Manapság már nem része a Szezám utcának ez a sorozat. Az USA-ban 2002. április 1.-től 2007. szeptember 2.-ig vetítették.